# Lijst van ruimtevluchten naar Mars

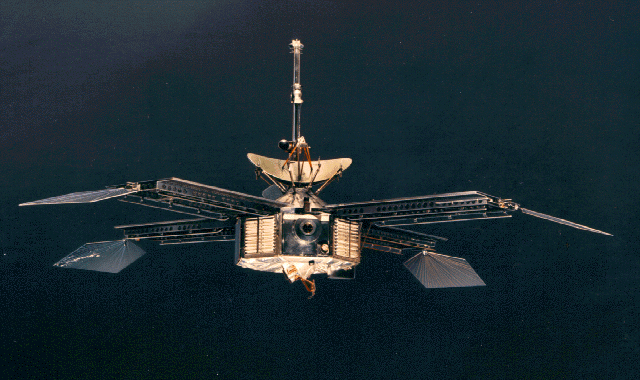
Mariner 4, eerste succesvolle vlucht langs Mars

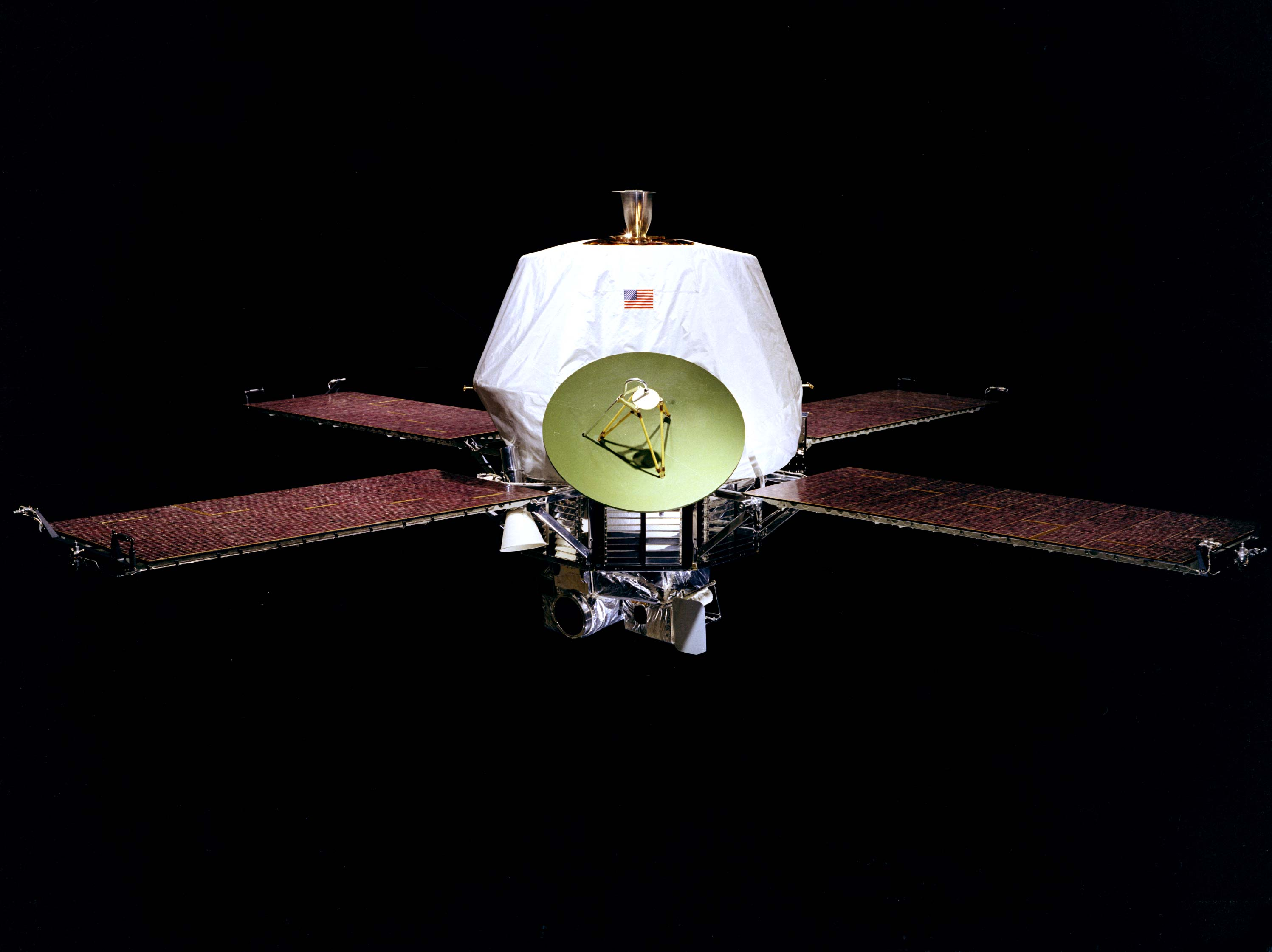
Mariner 9, eerste satelliet in baan rond Mars

Deze lijst geeft een chronologisch overzicht van ruimtevluchten naar Mars. In deze lijst zijn alle ruimtevaartuigen opgenomen die het doel hadden om de planeet Mars te bereiken.
Het gaat tot nu toe in alle gevallen om onbemande ruimtevluchten. Ze zijn in onderstaande lijst in drie typen onderverdeeld. Het kan gaan om een ruimtesonde met als doel zo dicht mogelijk langs de planeet te vliegen (een scheervlucht of flyby). De ruimtesonde kan in een baan rond de planeet worden gebracht (een satelliet of orbiter). En een landingsmodule kan landen op het oppervlak van de planeet (een landingsmodule, lander of marslander). In het laatste geval kan het ook gaan om een voertuig dat op het oppervlak kan rondrijden (een marswagen, robotwagentje of rover).
In de eerste vijftig jaar ruimtevaart naar Mars, van 1960 tot 2010, zijn er 38 ruimteschepen naar Mars gestuurd (Rosetta en Dawn, die een komeet als uiteindelijk doel hadden, niet meegeteld). Daarvan waren er 18 van de Sovjet-Unie/Rusland, 18 van Verenigde Staten, 1 van Europa en 1 van Japan. Van deze 38 lanceringen waren er 14 succesvol (1 van de Sovjet-Unie, 12 van Verenigde Staten en 1 van Europa), dat is iets meer dan een derde van alle lanceringen (36,84 procent).
De eerste scheervlucht vond plaats op 14 juli 1965, de Mariner 4. De eerste satelliet in een baan rond Mars was de Mariner 9 op 13 november 1971. Er is in deze eerste 50 jaar 11 keer een landing naar het marsoppervlak ingezet (de eerste keer op 27 november 1971, de Mars 2). Drie keer sloeg de sonde te pletter, acht keer was de landing succesvol. Er zijn tot en met 2021 vijf robotwagens op Mars werkzaam geweest: Sojourner (1997), het duo Spirit (2004-2009) en Opportunity (2004-2018), Mars Science Laboratory ('Curiosity', 2012-) en Perseverance (2021-). Tegelijk met de laatstgenoemde robotwagen arriveerde de eerste marshelikopter: Ingenuity.
In de lijst zijn de landen weergegeven met hun vlag. In het geval van de Europese Ruimtevaartorganisatie (ESA) is de Europese vlag gebruikt, maar ESA is onafhankelijk van (en valt niet samen met) de Europese Unie.
Voor een uitgebreidere bespreking van de verschillende ruimtevluchten, zie ruimtevaart naar Mars.

## Chronologisch overzicht van ruimtevluchten naar Mars
| Nr. | Missie                            | Land / Organisatie        | Lancering         | Aankomst bij Mars | Einde van missie  | Type                                                       | Resultaten / bijzonderheden |
| --- | --------------------------------- | ------------------------- | ----------------- | ----------------- | ----------------- | ---------------------------------------------------------- | --- |
| 1   | Mars 1960A (Marsnik 1)            | Sovjet-Unie               | 10 oktober 1960   |                   | 10 oktober 1960   | scheervlucht                                               | Eerste marsmissie van de Sovjet-Unie. Mislukte lancering. |
| 2   | Mars 1960B (Marsnik 2)            | Sovjet-Unie               | 14 oktober 1960   |                   | 14 oktober 1960   | scheervlucht                                               | Mislukte lancering, storing in draagraket. |
| 3   | Mars 1962A (Spoetnik 22)          | Sovjet-Unie               | 24 oktober 1962   |                   | 24 oktober 1962   | scheervlucht                                               | Explodeerde kort na de lancering. |
| 4   | Mars 1                            | Sovjet-Unie               | 1 november 1962   |                   | 21 maart 1963     | scheervlucht                                               | Geslaagde lancering, maar het contact raakte onderweg verbroken (scheervlucht op 19 juni 1963 ca. 193.000 km). |
| 5   | Mars 1962B (Spoetnik 24)          | Sovjet-Unie               | 4 november 1962   |                   | 19 januari 1963   | lander                                                     | Brak in stukken bij het verlaten van de baan rond de Aarde. |
| 6   | Mariner 3                         | Verenigde Staten          | 5 november 1964   |                   | 5 november 1964   | scheervlucht                                               | Eerste marsmissie van de Verenigde Staten. Doordat een schild niet goed losliet na het bereiken van de ruimte, lukte het niet om richting Mars te vliegen. |
| 7   | Mariner 4                         | Verenigde Staten          | 28 november 1964  | 14 juli 1965      | 21 december 1967  | scheervlucht                                               | Eerste succesvolle vlucht langs Mars, op 14 juli 1965, op 9846 km, verzond 22 foto's. |
| 8   | Zond 2                            | Sovjet-Unie               | 30 november 1964  |                   | mei 1965          | scheervlucht                                               | Geslaagde lancering, maar contact raakte verbroken drie maanden voor bereiken planeet. De Zond 2 vloog op 6 augustus 1965 doelloos langs Mars. |
| 9   | Mariner 6                         | Verenigde Staten          | 25 februari 1969  | 31 juli 1969      | 31 juli 1969      | scheervlucht                                               | Succesvolle vlucht langs Mars op 3431 km. |
| 10  | Mariner 7                         | Verenigde Staten          | 27 maart 1969     | 5 augustus 1969   | 15 augustus 1969  | scheervlucht                                               | Succesvolle vlucht langs Mars op 3430 km. |
| 11  | Mars 1969A                        | Sovjet-Unie               | 27 maart 1969     |                   | 27 maart 1969     | satelliet                                                  | Mislukte lancering. |
| 12  | Mars 1969B                        | Sovjet-Unie               | 2 april 1969      |                   | 2 april 1969      | satelliet                                                  | Mislukte lancering. |
| 13  | Mariner 8                         | Verenigde Staten          | 8 mei 1971        |                   | 8 mei 1971        | satelliet                                                  | Mislukte lancering. |
| 14  | Kosmos 419 (Mars 1971C)           | Sovjet-Unie               | 10 mei 1971       |                   | 12 mei 1971       | satelliet                                                  | Mislukte lancering. |
| 15  | Mars 2                            | Sovjet-Unie               | 19 mei 1971       | 27 november 1971  | 22 augustus 1972  | satelliet                                                  | Geslaagde missie. Tweede satelliet rond Mars (slechts 2 weken na Mariner 9). Satelliet bleef bijna negen maanden werkzaam. |
| 15  | Mars 2                            | Sovjet-Unie               | 19 mei 1971       | 27 november 1971  | 27 november 1971  | lander, marswagen                                          | Neergestort op oppervlak van Mars. Eerste voorwerp dat Marsoppervlak bereikt. |
| 16  | Mars 3                            | Sovjet-Unie               | 28 mei 1971       | 2 december 1971   | 22 augustus 1972  | satelliet                                                  | Geslaagde missie. Satelliet bleef ruim acht maanden werkzaam. |
| 16  | Mars 3                            | Sovjet-Unie               | 28 mei 1971       | 2 december 1971   | 2 december 1971   | lander, marswagen                                          | Gedeeltelijk succesvol. Eerste geslaagde landing. Eerste werkzame lander op Mars. Na 15 seconden raakte het contact echter verbroken. |
| 17  | Mariner 9                         | Verenigde Staten          | 30 mei 1971       | 13 november 1971  | 27 oktober 1972   | satelliet                                                  | Eerste satelliet in baan om Mars. |
| 18  | Mars 4                            | Sovjet-Unie               | 21 juli 1973      | 10 februari 1974  | 10 februari 1974  | satelliet                                                  | Raakte niet in een baan om de planeet, maakte een scheervlucht op 1844 km. |
| 19  | Mars 5                            | Sovjet-Unie               | 25 juli 1973      | 2 februari 1974   | 21 februari 1974  | satelliet                                                  | Gedeeltelijk succes. Deed onderzoek en maakte ongeveer 60 foto's. Bleef slechts negen dagen werkzaam. |
| 20  | Mars 6                            | Sovjet-Unie               | 5 augustus 1973   | 12 maart 1974     | 12 maart 1974     | lander                                                     | Gedeeltelijk succes. Gegevens van landingsmodule zijn grotendeels onleesbaar. |
| 21  | Mars 7                            | Sovjet-Unie               | 9 augustus 1973   | 9 maart 1974      | 9 maart 1974      | lander                                                     | Landingsmodule splitst te vroeg af en mist de planeet op 1300 km. |
| 22  | Viking 1                          | Verenigde Staten          | 20 augustus 1975  | 20 juli 1976      | 17 augustus 1980  | satelliet                                                  | Succesvolle missie. |
| 22  | Viking 1                          | Verenigde Staten          | 20 augustus 1975  | 20 juli 1976      | 13 november 1982  | lander                                                     | Succesvolle missie. Bleef 6 jaar en 116 dagen actief op het Marsoppervlak. |
| 23  | Viking 2                          | Verenigde Staten          | 9 september 1975  | 3 september 1976  | 25 juli 1978      | satelliet                                                  | Succesvolle missie. |
| 23  | Viking 2                          | Verenigde Staten          | 9 september 1975  | 3 september 1976  | 11 april 1980     | lander                                                     | Succesvolle missie. Bleef ruim 3 jaar en 7 maanden actief op het Marsoppervlak. |
| 24  | Phobos 1                          | Sovjet-Unie               | 7 juli 1988       |                   | 2 september 1988  | satelliet                                                  | Contact onderweg naar Mars verloren. |
| 24  | Phobos 1                          | Sovjet-Unie               | 7 juli 1988       | lander            | 2 september 1988  | Landingsmodule niet naar oppervlak van Phobos afgedaald.   | |
| 25  | Phobos 2                          | Sovjet-Unie               | 12 juli 1988      | 29 januari 1989   | 27 maart 1989     | satelliet                                                  | Gedeeltelijk succesvol. Bereikte baan om planeet en deed twee maanden onderzoek naar Mars en de maan Phobos. Het contact raakte verloren net voor de landingsmodule naar Phobos zou worden gebracht.                                                             |
| 25  | Phobos 2                          | Sovjet-Unie               | 12 juli 1988      | 29 januari 1989   | 27 maart 1989     | lander                                                     | Landingsmodule niet naar oppervlak van Phobos afgedaald. |
| 26  | Mars Observer                     | Verenigde Staten          | 25 september 1992 |                   | 21 augustus 1993  | satelliet                                                  | Drie dagen voor het bereiken van Mars op 24 augustus 1993, raakte het contact met de Mars Observer verloren. De Mars Observer zou in een baan om Mars bijna twee jaar lang uitgebreid onderzoek doen naar onder andere de samenstelling en het klimaat van Mars. |
| 27  | Mars Global Surveyor              | Verenigde Staten          | 7 november 1996   | 11 september 1997 | 5 november 2006   | satelliet                                                  | Succesvolle missie. Oppervlak van de gehele planeet zeer gedetailleerd in kaart gebracht. |
| 28  | Mars 96                           | Rusland                   | 16 november 1996  |                   | 17 november 1996  | satelliet, lander, inslag                                  | Eerste marsmissie van Rusland. De Mars 96 slaagde er niet in om de baan om de aarde te verlaten. De Mars 96 bestond uit een satelliet, twee Marslanders, en twee sondes die zich in de bodem van Mars zouden boren.                                              |
| 29  | Mars Pathfinder en Sojourner      | Verenigde Staten          | 4 december 1996   | 4 juli 1997       | 27 september 1997 | lander, marswagen                                          | Geslaagde landing. Na enkele dagen reed een robotwagentje, de Sojourner, van de lander af. Deze had een camera en meetinstrumenten aan boord, en voerde in de omgeving van de lander onderzoek uit. Eerste werkzame robotwagen op marsoppervlak.                 |
| 30  | Nozomi (Planet-B)                 | Japan                     | 3 juli 1998       |                   | 9 december 2003   | satelliet                                                  | Eerste marsmissie van Japan. Geslaagde lancering. Onderweg traden er echter problemen op waardoor er geen baan rond Mars werd bereikt. |
| 31  | Mars Climate Orbiter              | Verenigde Staten          | 11 december 1998  | 23 september 1999 | 23 september 1999 | satelliet                                                  | Als gevolg van instructies waarbij verkeerde eenheden werden gebruikt, viel de Mars Climate Orbiter op Mars te pletter. De satelliet zou in een baan om Mars onderzoek doen, met name naar het weer op Mars.                                                     |
| 32  | Mars Polar Lander en Deep Space 2 | Verenigde Staten          | 3 januari 1999    | 3 december 1999   | 3 december 1999   | lander                                                     | Vlak voor landing raakte het contact verbroken, waarschijnlijk neergestort. |
| 32  | Mars Polar Lander en Deep Space 2 | Verenigde Staten          | 3 januari 1999    | 3 december 1999   | 3 december 1999   | inslag                                                     | Idem. |
| 33  | 2001 Mars Odyssey                 | Verenigde Staten          | 7 april 2001      | 24 oktober 2001   | nog actief        | satelliet                                                  | Succesvolle missie. Doet uitgebreid onderzoek naar de samenstelling van Mars en de aanwezigheid van water. Op 15 december 2010 brak de Mars Odyssey een record, met een werkzaamheid van negen jaar en bijna 2 maanden (3340 dagen).                             |
| 34  | Mars Express en Beagle 2          | ESA en Groot-Brittannië   | 2 juni 2003       | 25 december 2003  | nog actief        | satelliet                                                  | Eerste marsmissie van de ESA. Geslaagde lancering met Sojoez/Fregat-raket. Baan rond Mars bereikt en bezig met onderzoek. |
| 34  | Mars Express en Beagle 2          | ESA en Groot-Brittannië   | 2 juni 2003       | 25 december 2003  | 6 februari 2004   | lander                                                     | Eerste missie van Groot-Brittannië. Na inzetten van de landing van de Beagle 2 werd er geen signaal meer ontvangen. |
| 35  | Spirit (MER-A)                    | Verenigde Staten          | 10 juni 2003      | 4 januari 2004    | 22 maart 2010     | marswagen                                                  | Succesvolle missie. Het robotwagentje de Spirit bleef ruim vijf jaar actief op Mars en legde ruim zeven km af. |
| 36  | Opportunity (MER-B)               | Verenigde Staten          | 7 juli 2003       | 25 januari 2004   | 13 februari 2019  | marswagen                                                  | Succesvolle missie. Het robotwagentje Opportunity is na ruim 15 jaar stil gevallen. Op 10 juni 2018 had het wagentje ruim 45 km afgelegd. |
| 37  | Rosetta                           | ESA                       | 2 maart 2004      | 25 februari 2007  | 25 februari 2007  | scheervlucht                                               | Succesvolle missie. Ruimtesonde heeft weg vervolgd naar de komeet 67P/Tsjoerjoemov-Gerasimenko. |
| 38  | Mars Reconnaissance Orbiter       | Verenigde Staten          | 12 augustus 2005  | 10 maart 2006     | nog actief        | satelliet                                                  | Succesvolle missie. |
| 39  | Phoenix                           | Verenigde Staten          | 4 augustus 2007   | 25 mei 2008       | 10 november 2008  | lander                                                     | Succesvolle missie. |
| 40  | Dawn                              | Verenigde Staten          | 27 september 2007 | 17 februari 2009  | 17 februari 2009  | scheervlucht                                               | Succesvolle missie. Ruimtesonde heeft weg vervolgd naar de planetoïde Vesta. |
| 41  | Phobos-Grunt                      | Rusland, China en Finland | 8 november 2011   |                   | 15 januari 2012   | satelliet, lander, retourvlucht                            | Mislukte lancering. Bedoeling was om monsters van de maan Phobos naar Aarde terug te brengen door Rusland (Roskosmos). |
| 41  | Phobos-Grunt                      | Rusland, China en Finland | 8 november 2011   | satelliet         | 15 januari 2012   | De eerste geplande Chinese satelliet naar Mars, Yinghuo-1. | |
| 41  | Phobos-Grunt                      | Rusland, China en Finland | 8 november 2011   | lander            | 15 januari 2012   | Meteorologisch meetinstrument MetNet (Finland).            | |
| 42  | Curiosity (MSL)                   | Verenigde Staten          | 26 november 2011  | 6 augustus 2012   | nog actief        | marswagen                                                  | Grote robotwagen met lengte van 3 meter en gewicht van 900 kg. |
| 43  | Mangalyaan                        | India / ISRO              | 5 november 2013   | 23 september 2014 | nog actief        | satelliet                                                  | Eerste Indiase Marsmissie. De satelliet bereikte op 24 september 2014 zijn baan om Mars. |
| 44  | MAVEN                             | Verenigde Staten          | 18 november 2013  | 22 september 2014 | nog actief        | satelliet                                                  | Onderzoek naar atmosfeer van Mars. |
| 45  | ExoMars                           | ESA                       | 14 maart 2016     | 16 oktober 2016   | nog actief        | satelliet, lander                                          | Aurora-programma: Onderzoek naar sporen van leven op Mars. Trace Gas Orbiter met de Schiaparelli EDM lander |
| 46  | InSight                           | Verenigde Staten          | 5 mei 2018        | 26 november 2018  | 29 december 2018  | CubeSat scheervlucht                                       | Mars Cube One communicatiescheervlucht. |
| 46  | InSight                           | Verenigde Staten          | 5 mei 2018        | 26 november 2018  | nog actief        | lander, boor                                               | Onderzoek naar de ondergrondse structuur van Mars. |
| 47  | Mars Hope                         | VAE / MBRSC               | 20 juli 2020      | 9 februari 2021   | nog actief        | satelliet                                                  | Onderzoek naar atmosfeer van Mars; eerste Arabische Marsmissie. |
| 48  | Tianwen-1                         | China                     | 23 Juli 2020      | 10 februari 2021  | nog actief        | orbiter en rover                                           | Onderzoek naar atmosfeer en sporen van leven, alsook structuur van de bodem onderzoeken; Eerste volledig Chinese Marsmissie |
| 49  | Mars 2020                         | Verenigde Staten          | 30 juli 2020      | 18 februari 2021  | nog actief        | rover en helikopter                                        | Astrobiologische doelstelling; de rover Perseverance is gebaseerd op de Curiosity. Helicoptertechniek op Mars demonstreren en landschapfotografie |

## Missies in voorbereiding

### Toekomstige ruimtevluchten naar Mars
| Missie                            | Geplande lancering | Type          | Bijzonderheden                                                                              |
| --------------------------------- | ------------------ | ------------- | ------------------------------------------------------------------------------------------- |
| ExoMars 2                         | 2026               | Lander, rover | ESA ExoMars rover. (Nu zonder Roskosmos)                                                    |
| Heart of Gold                     | 2024               | Vrachtlander  | Eerste onbemande marslanding van een SpaceX Starship                                        |
| Impulse Space en Relativity Space | 2024               | Vrachtlander  | Demonstratiemissie, beoogt de eerste commerciële marslanding te zijn                        |
| EscaPADE                          | 2024               | Satellieten   | Twee onderzoeks satellieten van NASA, gebouwd door Rocket Lab, te lanceren door Blue Origin |

### Missies in onderzoek
| Missie             | Geraamde lancering      | Type                             | Bijzonderheden |
| ------------------ | ----------------------- | -------------------------------- | --- |
| MetNet precursor   | 2015 of later           | Lander                           | Precursor voor toekomstig samengesteld meteorologisch netwerk.                                                       |
| MetNet             | Na precursor            | Lander netwerk                   | Wijdverspreid meteorologisch netwerk.                                                                                |
| Mars Geyser Hopper | 2016                    | Lander                           | Moet geschikt zijn om minstens 2 keer te springen of te vliegen van zijn landingspositie naar een Martiaanse geiser. |
| Mangalyaan 2       | op zijn vroegst 2024    | Satelliet, lander                | Mars-satelliet en -lander gelanceerd door een GSLV MKIII-raket.                                                      |
| PADME              | 2020                    | Satelliet                        | Moet ecologisch onderzoek doen op Phobos, Deimos en Mars zelf.                                                       |
| CNSA Sample Return | 2020                    | Rover, sample return             | Landen tegen 2020, bodemmonsters terug tegen 2030.                                                                   |
| Icebreaker Life    | 2021                    | Lander, boor                     | Gebaseerd op de Phoenix-lander uit 2008, moet astrobiologische tests op bodemoppervlakte ijs uitvoeren.              |
| Network            | 2022                    | 3 Landers                        | Meteorologisch netwerk-concept.                                                                                      |
| Phootprint         | 2022                    | Lander, sample return            | Monsters van Mars en zijn manen terugbrengen naar Aarde.                                                             |
| Next Mars Orbiter  | tweede helft jaren 2020 | Satelliet                        | Communicatiesatelliet, wordt mogelijk aangedreven door een ionenmotor met zonnepanelen.                              |
| Phobos-Grunt 2     | 2024                    | Lander, sample return            | Monsters van Phobos terugbrengen naar Aarde.                                                                         |
| MELOS-1            | 2020s                   | Satelliet, lander                | Geologisch onderzoek en onderzoek naar de atmosfeer van Mars.                                                        |
| Mars-Grunt         | 2020s                   | Satelliet, lander, sample return | Monsters van Mars terugbrengen naar Aarde.                                                                           |
| BOLD               | 2020s                   | 6 landers                        | De Biological Oxidant and Life Detection-missie moet astrobiologische tests uitvoeren op bodemoppervlakte grond.     |

## Galerij

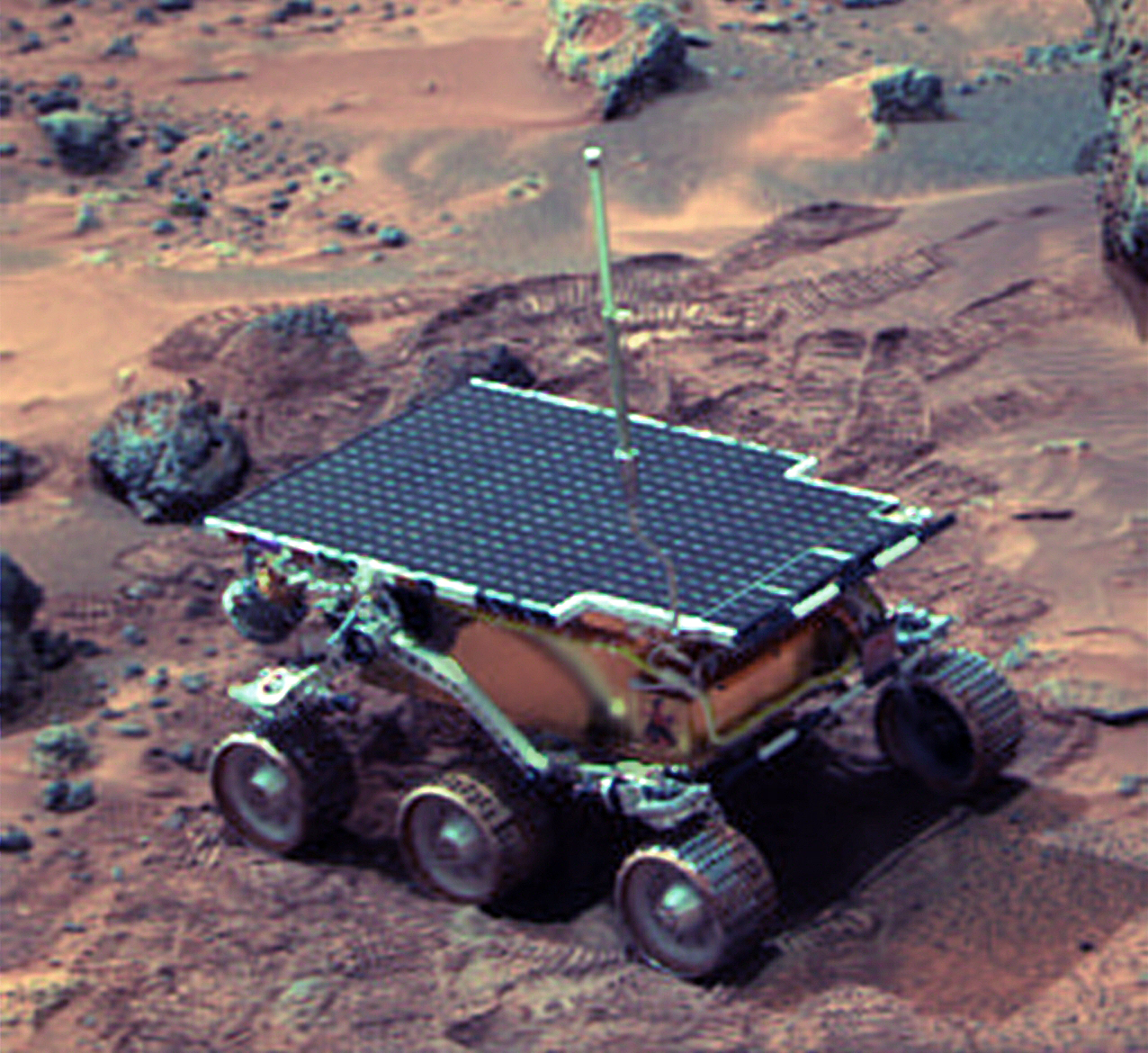
Eerste robotwagentje op Mars, de Sojourner
Animatie van een reis naar Mars
Lage waarden betekenen gunstige lanceerperiodes voor een reis naar Mars